# Wienerkafé

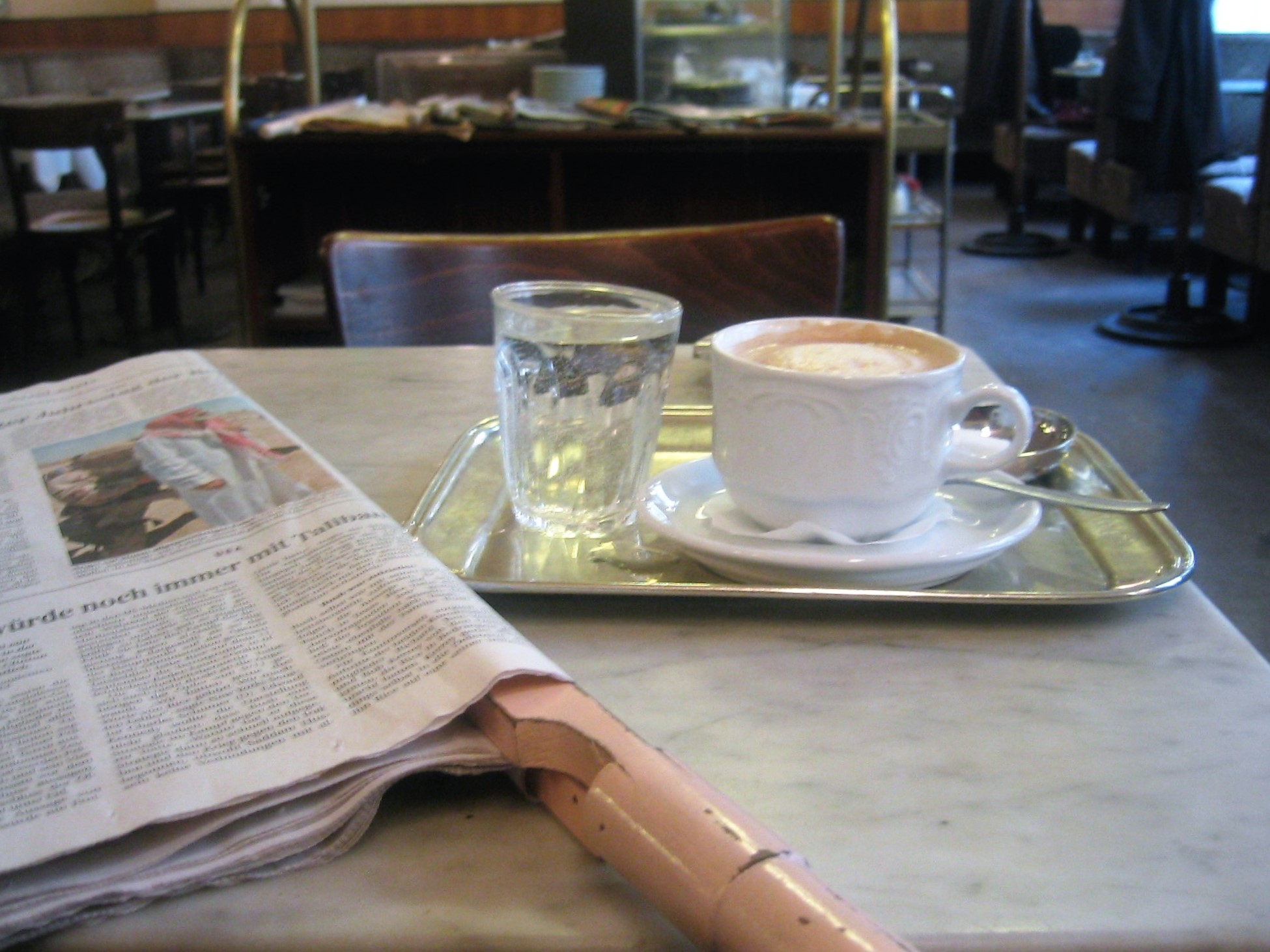
Kafékultur i Wien: dagstidning, vattenglas, kaffe och kafébord med marmorskiva

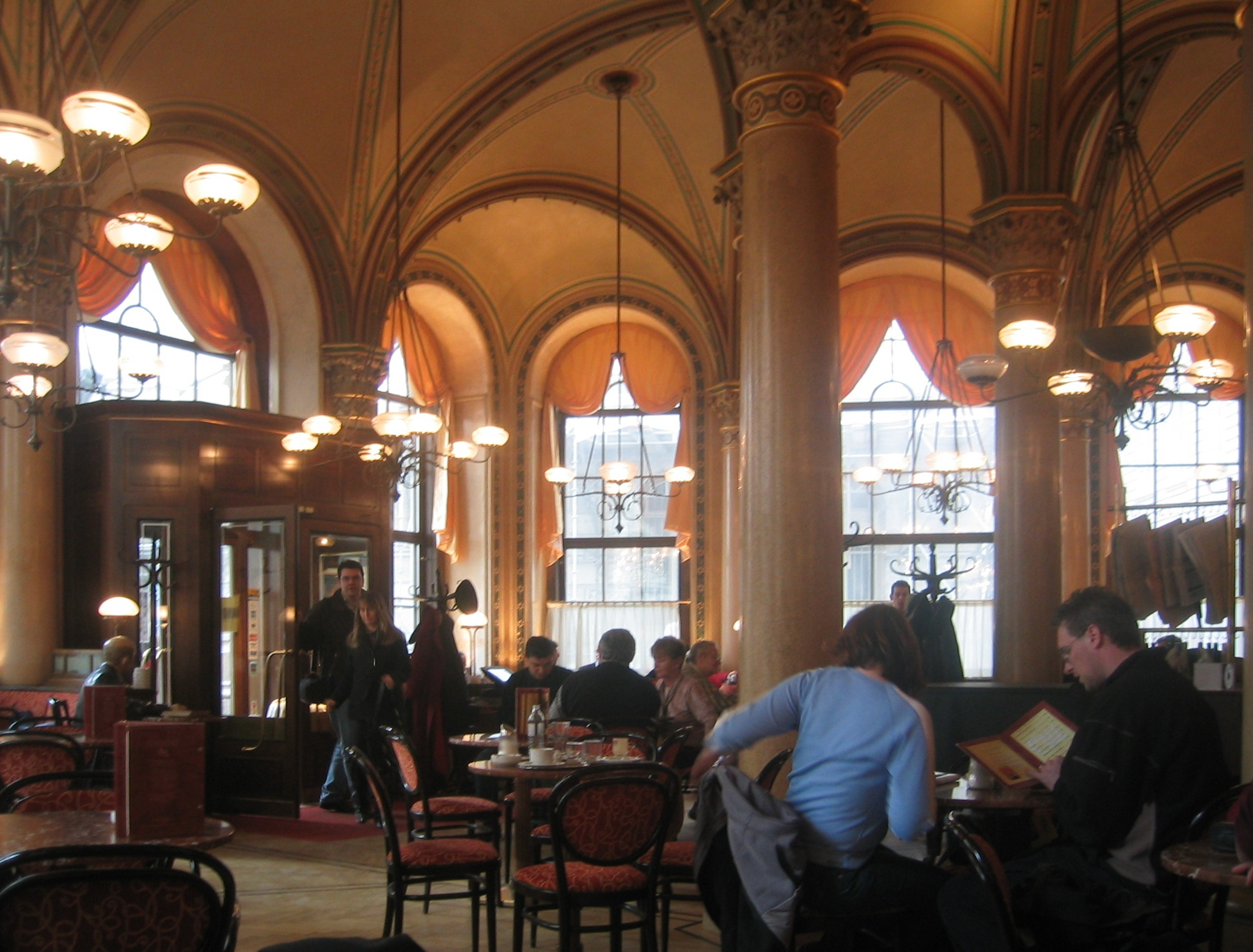
Café Central

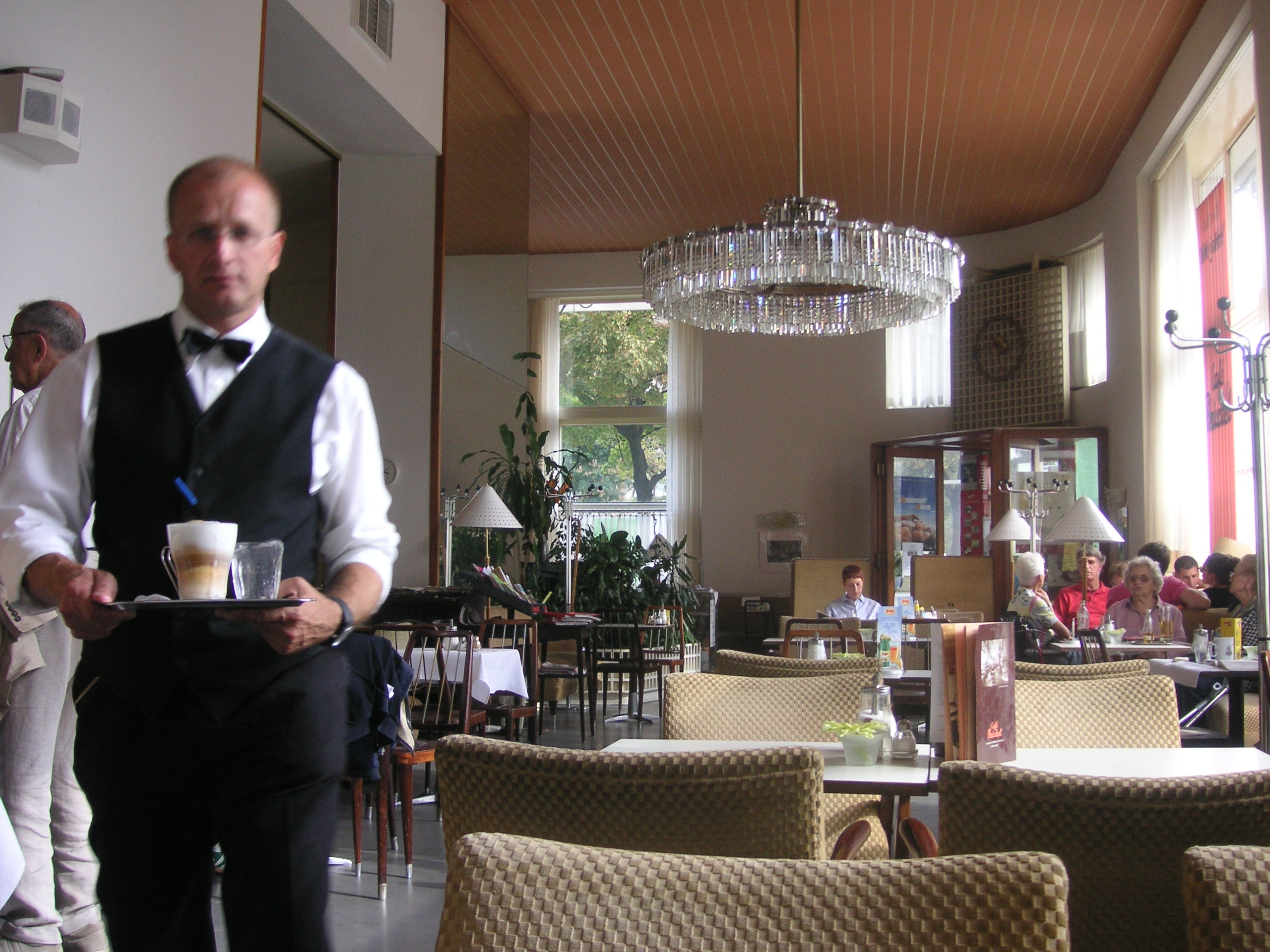
Interiören från 1950-talet i Café Prückel

Wienerkafé är en österrikisk kulturinstitution.

## Historik
De första kaféerna i Wien i Österrike öppnades i slutet av 1600-talet.  Glansdagarna för kaféer i Wien var tiden runt sekelskiftet 1800/1900, då författare som Arthur Schnitzler, Stefan Zweig, Peter Altenberg, Karl Kraus och Hermann Broch flitigt frekventerade dem och använde dem som arbetsplats. Många berömda konstnärer, vetenskapsmän och politiker vid denna tid, som Egon Schiele, Gustav Klimt, Adolf Loos, Theodor Herzl och Alfred Adler tillhörde stamgästerna. 
Sedan oktober 2011 är wiensk kafékultur listat som ett kulturellt minnesmärke av Unescos National Agency for the Intangible Cultural Heritage, beskrivet som en plats "där tid och rum konsumeras, men där bara kaffet är uppsatt på notan".
Typiskt för wienkaféer är bord med marmorskivor, Thonetstolar och dagstidningar. Stefan Zweig beskrev wienerkaféet som en speciell slags institution, "i själva verket en sorts demokratisk klubb, öppen för alla till priset av en billig kopp kaffe, där en gäst kan sitta i timmar med denna lilla beställning, för att prata, skriva, spela kort, ta emot post, och framför allt ta del av ett oräkneligt antal tidningar och tidskrifter."

## Kaféer i Wien i urval
- Kaffee Alt Wien, Bäckerstrasse 9
- Café Bräunerhof, Stallburggasse 2 - Thomas Bernhards favorikkafé
- Café Central, i Palais Ferstel, Peter Altenbergs favoritkafé
- Café Demel, Kohlmarkt 14
- Café Hawelka, Dorotheergasse 6
- Café Landtmann, Dr.-Karl-Lueger-Ring 4, Sigmund Freuds favoritkafé
- Café Museum, Operngasse 7
- Café Prückel, Stubenring 24, hörnet mot Dr. Karl-Lueger-Platz
- Café Ritter,Mariahilfer Strasse 73
- Hotel Sacher, Philharmonikerstrasse 4
- Café Schwarzenberg, Kärntner Ring 17 vid Schwarzenbergplatz
- Café Sperl, Gumpendorferstrasse 11